# Лескина, Юлия Сергеевна
Ю́лия Серге́евна Ле́скина (род. 9 февраля 1991, Первоуральск, СССР) — российская хоккеистка, вратарь ХК «Агидель» и сборной России.

## Биография
Первый тренер — Владимир Копытов. Текущий тренер — Ирина Вотинцева. В возрасте 14 лет Юлия поступила в училище Олимпийского резерва Екатеринбурга, выступала с тех пор за команду «Спартак-Меркурий». В 2015 году перешла в уфимскую «Агидель». С 15 лет играет за молодёжную сборную России, с 19 лет вызывается в основную сборную России. На чемпионате мира 2013 года она была третьим вратарём, сыграв один период в матче с Канадой, и завоевала бронзовую медаль. Чемпионка зимней Универсиады-2015.